# Hemigalus derbyanus
La civetta delle palme fasciata (Hemigalus derbyanus (J.E. Gray, 1837) è l'unica specie del genere Hemigalus (Jourdan, 1837), diffusa in Indocina e Indonesia.

## Descrizione

### Dimensioni
Carnivoro di medie dimensioni, con lunghezza della testa e del corpo tra 410 e 620 mm, la lunghezza della coda tra 255 e 383 mm e un peso fino a 3 kg.

### Caratteristiche craniche e dentarie
Il cranio è lungo e stretto con una cresta sagittale poco sviluppata e un processo post-orbitale compresso.
Sono caratterizzati dalla seguente formula dentaria:

### Aspetto
Il corpo è snello con collo lungo e zampe relativamente corte. Il colore generale varia dal grigio-ocra al bruno rossiccio, più ocraceo nelle parti ventrali. Sono presenti 4-5 bande trasversali scure sul dorso, larghe e separate da spazi chiari più stretti. Sul muso è presente una sottile striscia mediana scura che si estende dal naso fino alla nuca. Su ogni lato di essa è presente una striscia più larga che circonda ogni occhio e termina oltre la base di ogni orecchio. Due strisce scure e larghe, talvolta più o meno interrotte o sostituite da una fila di macchie, si estendono su ogni lato del collo, curvando verso il basso verso i gomiti. Dietro di essi sono inoltre presenti due striature più corte. La coda è marrone scuro con due anelli indistinti più chiari all'attaccatura. Le orecchie sono lunghe, gli occhi sono grandi. Le zampe hanno 5 dita con gli artigli retrattili e molto curvati. La pianta dei piedi è ricoperta di peli. Sono presenti in entrambi i sessi piccole ghiandole odorifere perianali.

## Biologia

### Comportamento
È una specie prevalentemente notturna. Si sposta e si nutre principalmente al suolo e riposa nei buchi sul terreno e sugli alberi. È un discreto arrampicatore.

### Alimentazione
Si nutre di vermi, insetti e altri piccoli animali, sia vertebrati che invertebrati.

## Distribuzione e habitat
Questa specie è diffusa in Indocina e Indonesia.
Vive nelle foreste pluviali primarie e secondarie, nelle foreste paludose e nelle piantagioni di Acacia fino a 1.200 metri di altitudine.

## Tassonomia
Sono state riconosciute 4 sottospecie:
- H.d. derbyanus: Tenasserim, Thailandia meridionale, Penisola Malese, Sumatra;
- H.d. boiei (Müller, 1838): Borneo;
- H.d. minor (Miller, 1903): Nias, Pagai del sud;
- H.d. sipora (Chasen & Kloss, 1927): Sipora.

Sebbene uno dei primi esemplari catturati provenisse dalla Birmania settentrionale, nessun altro individuo è stato più osservato in questa regione.

## Conservazione
La IUCN Red List, considerato che la popolazione si è ridotta del 25% negli ultimi 15 anni a causa della perdita del proprio habitat, classifica H.derbyanus come specie prossima alla minaccia (NT).